# Granatwerfer 42
El 12 cm Granatwerfer 42 (Lanzagranadas Modelo 42 en alemán; 12 cm GrW 42) era un mortero pesado alemán empleado durante la Segunda Guerra Mundial. 

## Historia y desarrollo

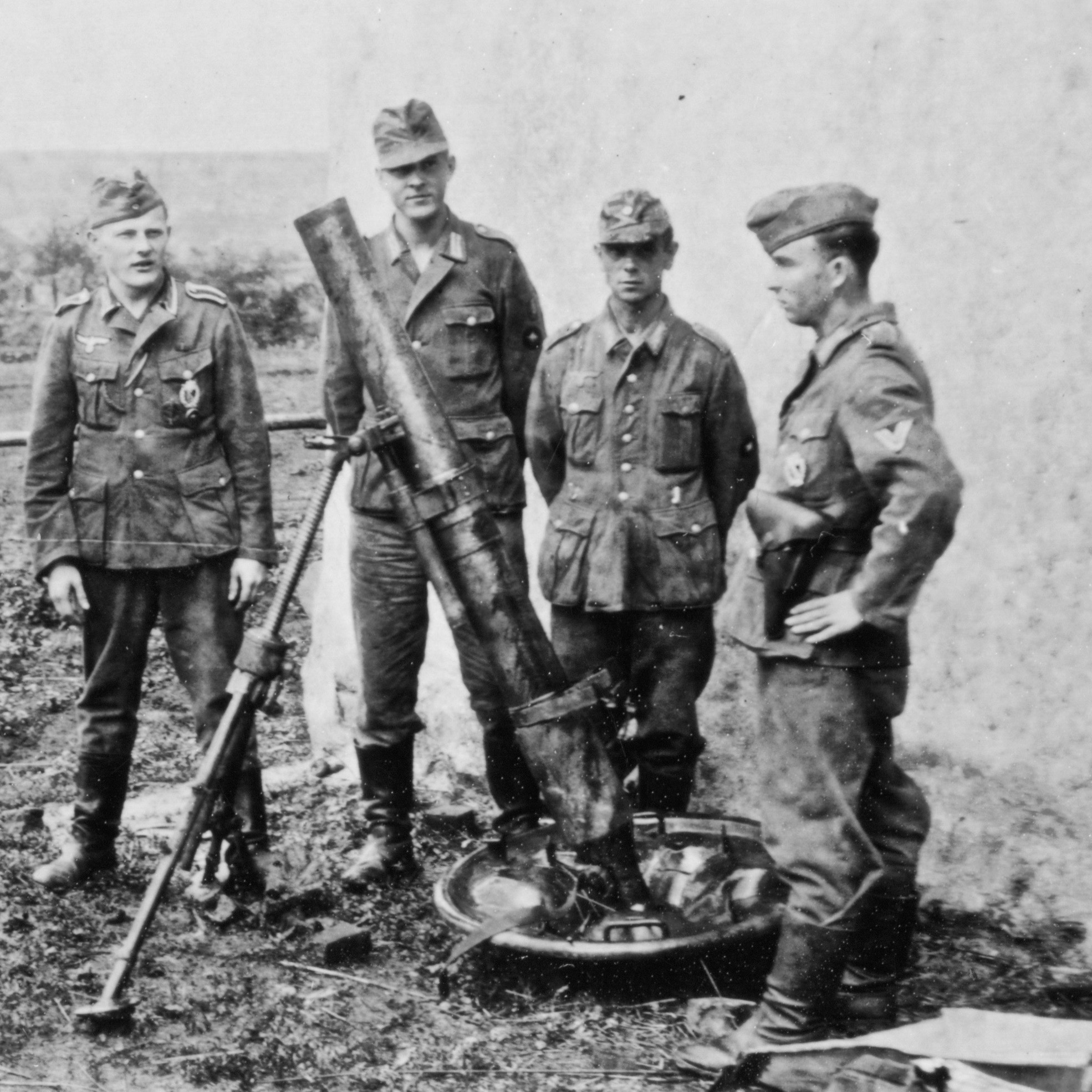
Soldados alemanes con un Granatwerfer 42 en el Frente del Este.

Desarrollado en 1942, el 12 cm GrW 42 fue un intento de ofrecer a las unidades de infantería alemanas un arma de apoyo cercano con mejor desempeño que los morteros en servicio en aquel entonces. Esta arma era muy similar al mortero empleado por el Ejército Rojo en el Frente del Este, que a su vez era una versión mejorada del mortero francés Brandt Mle 1935 de 120 mm. El Brandt M35 120 mm fue empleado en cantidades limitadas durante la Batalla de Francia y exportado a la Unión Soviética y otros países antes de la capitulación de Francia en 1940. Se capturaron muchos morteros soviéticos M1938 120 mm durante la Operación Barbarroja y fueron empleados por los alemanes y sus aliados antes de la introducción de morteros de 120 mm de producción propia. En servicio alemán, el mortero soviético recibió la designación 12 cm Granatwerfer 378(r).[cita requerida]

## Descripción
El 12 cm GrW 42 estaba compuesto por tres piezas, una placa base circular como la del mortero soviético, el cañón y su bípode. Debido a su gran peso (280 kg), se empleaba un eje con dos ruedas que permitía remolcar el mortero en combate. El eje podía ser rápidamente retirado antes de disparar.[cita requerida]